# Doriano Romboni
Doriano Romboni (ur. 8 grudnia 1968 w Lerici, zm. 30 listopada 2013 w Latinie) – włoski motocyklista.

## Kariera

### 125 cm³
W MMŚ Doriano zadebiutował w roku 1989, w najniższej kategorii 125 cm³, podczas GP Hiszpanii. W ciągu dziesięciu wyścigów pięciokrotnie dojechał do mety, z czego cztery razy w punktowanej piętnastce. Najlepiej spisał się w GP Wielkiej Brytanii, gdzie zajął siódmą lokatę. W klasyfikacji generalnej uplasował się na 20. miejscu.
W kolejnym sezonie Romboni wystartował w dwunastu rundach. Był jednym z czołowych zawodników serii, stając sześciokrotnie na podium. Podczas GP Niemiec sięgnął po pierwsze w karierze pole position i zwycięstwo. Wygraną odniósł jeszcze w GP Holandii, natomiast we Francji po raz drugi startował z pierwszej pozycji. Czterokrotnie wykręcił również najszybsze okrążenie, po raz pierwszy podczas GP Jugosławii. W obu latach ścigał się na motocykla Honda.

### 250 cm³
W sezonie 1991 Włoch przeszedł do średniej kategorii 250 cm³. Reprezentując ekipę HB-Honda, wystartował w dwunastu wyścigach, podczas których pięciokrotnie dojechał do mety, za każdym razem plasując się w czołowej piętnastce. Najwyżej sklasyfikowany został podczas GP Europy, w którym zajął siódmą pozycję. Zdobyte punkty usytuowały go na 15. lokacie.
W drugim roku startów Romboni wziął udział we wszystkich rundach. Siedmiokrotnie znalazł się w czołowej dziesiątce, a podczas GP Wielkiej Brytanii stanął na najniższym stopniu podium. W klasyfikacji końcowej uplasował się na 10. pozycji.
Sezon 1993 Doriano zakończył na 5. miejscu. Podczas trzeciej rundy w kalendarzu o GP Japonii dojechał na trzecim miejscu. Po przeciętnym wyścigu w Hiszpanii, Włoch zdominował rywalizację na torze w Austrii oraz Niemczech, dzięki czemu został wiceliderem mistrzostw. Dobrą passę przerwał jednak wypadek podczas kolejnej Grand Prix w Holandii, w wyniku którego Romboni doznał kontuzji, która wykluczyła go z trzech następnych eliminacji. Ostatnie podium w sezonie uzyskał podczas GP USA, gdzie zajął drugą lokatę.
Rok 1994 był najlepszym w karierze Romboniego w tej serii. Doriano aż ośmiokrotnie zameldował się na podium, a podczas GP USA po raz trzeci w karierze stanął na najwyższym stopniu podium. W klasyfikacji generalnej znalazł się na 4. miejscu.
W sezonie 1995 Doriano zaliczył ostatni rok współpracy z ekipą HB-Honda w średniej klasie. Nie był to jednak udany dla niego sezon, podczas którego zaledwie siedem razy stanął na starcie wyścigu. Jego reputację podbudowały dwie ostatnie rundy o GP Brazylii i Argentyny, w których stanął na podium, zajmując pierwszą i trzecią lokatę. Zdobyte punkty sklasyfikowały go na 9. pozycji.

### 500 cm³
W roku 1996 Romboni zadebiutował w najwyższej kategorii 500 cm³. Dosiadając motocykl Aprilii, wystartował w dziewięciu wyścigach, podczas których w zaledwie czterech dojechał do mety. We wszystkich dojechał jednak na punktowanych pozycjach, najlepiej prezentując się podczas GP Japonii, gdzie zajął siódmą pozycję. Uzyskane punkty pozwoliły mu zająć 19. miejsce w końcowej klasyfikacji.
W drugim sezonie startów Doriano rozpoczął starty począwszy od trzeciej rundy o GP Hiszpanii. Był to jednak udany rok dla Włocha, który w ośmiu wyścigach dojechał w czołowej dziesiątce. W GP Holandii stanął na najniższym stopniu podium. W klasyfikacji generalnej uplasował się na 10. pozycji.
Na sezon 1998 Romboni podpisał kontrakt z niemieckim zespołem MuZ-Weber. W pierwszym wyścigu o GP Japonii Doriano zmagania zakończył na dwunastej lokacie. Niespodziewanie zakończył z nimi współpracę, odchodząc z mistrzostw świata.

### WSBK
W sezonie 1998 Romboni zadebiutował w mistrzostwach świata Superbike. Jeżdżąc na prywatnym motocyklu Ducati, we wszystkich sześciu wyścigach plasował się w czołowej piętnastce. Najwyżej dojechał w pierwszym starcie w Australii, gdzie zajął siódmą pozycję. Podczas pierwszego wyścigu we Włoszech, na skutek kolizji z Nowozelandczykiem Aaronem Slightem, Doriano doznał kontuzji, w wyniku której był zmuszony przedwcześnie zakończyć rywalizację w mistrzostwach. Warto dodać, iż jechał wtedy na trzeciej pozycji, za Brytyjczykiem Carlem Fogartym oraz Australijczykiem Troyem Corserem. Zdobyte punkty sklasyfikowały go na 17. lokacie.
W kolejnym roku (ponownie na bolońskiej maszynie) Włoch wziął udział w trzech wyścigach, na torze w Holandii oraz Niemczech. W Assen został sklasyfikowany odpowiednio na siódmym i jedenastym miejscu. Na Hockenheimringu po wypadku w pierwszym wyścigu Romboni zrezygnował ze startu w drugim biegu. W klasyfikacji generalnej znalazł się na 35. pozycji.
Po raz ostatni w serii Doriano pojawił się w sezonie 2004. Był zgłoszony do rundy w San Marino, jednak ostatecznie nie przystąpił do żadnego z wyścigów. W przedostatniej eliminacji cyklu, na torze Imola, rywalizację ukończył odpowiednio na piętnastym i czternastym miejscu. Trzy punkty zapewniły mu ponownie 35. miejsce w ogólnej punktacji. Po tym sezonie zakończył karierę sportową.

### Statystyki liczbowe
System punktowy od 1988 do 1993:
| Position | 1  | 2  | 3  | 4  | 5  | 6  | 7 | 8 | 9 | 10 | 11 | 12 | 13 | 14 | 15 |
| Punkty   | 20 | 17 | 15 | 13 | 11 | 10 | 9 | 8 | 7 | 6  | 5  | 4  | 3  | 2  | 1  |

System punktowy od 1993:
| Position | 1  | 2  | 3  | 4  | 5  | 6  | 7 | 8 | 9 | 10 | 11 | 12 | 13 | 14 | 15 |
| Punkty   | 25 | 20 | 16 | 13 | 11 | 10 | 9 | 8 | 7 | 6  | 5  | 4  | 3  | 2  | 1  |

| Rok  | Klasa   | Zespół    | Motocykl     | 1       | 2      | 3      | 4      | 5      | 6      | 7      | 8      | 9      | 10     | 11     | 12     | 13     | 14     | 15     | Punkty | Zespół | Zwycięstwa |
| ---- | ------- | --------- | ------------ | ------- | ------ | ------ | ------ | ------ | ------ | ------ | ------ | ------ | ------ | ------ | ------ | ------ | ------ | ------ | ------ | ------ | ---------- |
| 1989 | 125 cm³ | Honda     | RS125        | JPN -   | AUS -  | ESP NC | NAT 10 | GER 15 | AUT NC | NED 17 | BEL 12 | FRA NC | GBR 7  | SWE NC | CZE NC |        |        |        | 20     | 20     | 0          |
| 1990 | 125 cm³ | Honda     | RS125        | JPN -   | ESP NC | NAT NC | GER 1  | AUT 6  | YUG 5  | NED 1  | BEL 11 | FRA 2  | GBR 2  | SWE 3  | CZE -  | HUN NC | AUS 3  |        | 130    | 4      | 2          |
| 1991 | 250 cm³ | HB-Honda  | Honda NSR250 | JPN NC  | AUS NC | USA 13 | ESP 9  | ITA NC | GER 13 | AUT NC | EUR 7  | NED -  | FRA -  | GBR -  | RSM 6  | CZE NC | VDM NC | MAL NC | 32     | 15     | 0          |
| 1992 | 250 cm³ | HB-Honda  | NSR250       | JPN NC  | AUS 6  | MAL 6  | ESP 12 | ITA 10 | EUR 7  | GER NC | NED NC | HUN 7  | FRA NC | GBR 3  | BRA 4  | RSA NC |        |        | 43     | 10     | 0          |
| 1993 | 250 cm³ | HB-Honda  | NSR250       | AUS 7   | MAL 4  | JPN 3  | ESP 8  | AUT 1  | GER 1  | NED NC | EUR -  | RSM -  | GBR -  | CZE 4  | ITA NC | USA 2  | FIM 6  |        | 139    | 5      | 2          |
| 1994 | 250 cm³ | HB-Honda  | NSR250       | AUS 2   | MAL 5  | JPN 6  | ESP 2  | AUT 3  | GER 3  | NED NC | ITA NC | FRA 2  | GBR 3  | CZE NC | USA 1  | ARG -  | EUR 3  |        | 170    | 4      | 1          |
| 1995 | 250 cm³ | HB-Honda  | NSR250       | AUS 6   | MAL NC | JPN NC | ESP 4  | GER -  | ITA -  | NED -  | FRA NC | GBR -  | CZE 5  | BRA 1  | ARG 3  | EUR -  |        |        | 75     | 9      | 1          |
| 1996 | 500 cm³ | Aprilia   | Aprilia 380  | MAL DNS | INA 11 | JPN 7  | ESP NC | ITA 9  | FRA NC | NED NC | GER NC | GBR -  | AUT -  | CZE -  | IMO 14 | CAT -  | BRA -  | AUS -  | 23     | 19     | 0          |
| 1997 | 500 cm³ | Aprilia   | Aprilia 380  | MAL -   | JPN -  | ESP 6  | ITA 11 | AUT 10 | FRA 11 | NED 3  | IMO NC | GER 5  | BRA 7  | GBR 7  | CZE NC | CAT 10 | INA 10 | AUS 11 | 88     | 10     | 0          |
| 1998 | 500 cm³ | MuZ-Weber | MuZ 500      | JPN 12  | MAL -  | ESP -  | ITA -  | FRA -  | MAD -  | NED -  | GBR -  | GER -  | CZE -  | IMO -  | CAT -  | AUS -  | ARG -  |        | 4      | 28     | 0          |